# LLMO
大規模言語モデル最適化（英: Large Language Model Optimization, LLMO）とは、大規模言語モデル（LLM）の回答に特定の情報が優先的に取り上げられるための対策を指す語 。主に、LLMの回答生成プロセスにおいて参照されやすい情報構造・文章構成・出典関係を意図的に設計・整備することで、ブランドやコンテンツがAIに選ばれる状態を目指す。また、その手法の総称。